# 20 décembre 1954
Le lundi 20 décembre 1954 est le 354e jour de l'année 1954.

## Naissances
- Dave Simons (mort le 9 juin 2009), dessinateur américain de bandes dessinées
- Fokko du Cloux (mort le 10 novembre 2006), mathématicien néerlandais
- François Fonlupt, prélat catholique
- Koen Lenaerts, professeur belge de droit européen
- Michael Badalucco, acteur américain
- Miguel López Abril, joueur de basket-ball espagnol
- Sandra Cisneros, romancière et poétesse américaine
- Wim Crusio, neurogénéticien du comportement d’origine néerlandaise

## Décès
- James Hilton (né le 9 septembre 1900), écrivain britannique
- Roland Schmitt (né le 5 juin 1912), footballeur français

## Événements
- Sortie du film Noël blanc